# Porsche Tennis Grand Prix 1993
Porsche Tennis Grand Prix 1993 — жіночий тенісний турнір, що проходив на закритих кортах з твердим покриттям Filderstadt Tennis Centre у Фільдерштадті (Німеччина). Належав до турнірів 2-ї категорії в рамках Туру WTA 1993. Відбувсь ушістнадцяте і тривав з 11 до 17 жовтня 1993 року. Третя сіяна Марі П'єрс здобула титул в одиночному розряді й отримала 75 тис. доларів США, а також 300 рейтингових очок.

## Фінальна частина

### Одиночний розряд
Марі П'єрс —  Наташа Звєрєва 6–3, 6–3
- Для П'єрс це був 1-й титул в одиночному розряді за сезон і 5-й — за кар'єру.

### Парний розряд
Джиджі Фернандес /  Наташа Звєрєва —  Патті Фендік /  Мартіна Навратілова 7–6(8–6), 6–4

## Призові гроші й рейтингові очки
| Дисципліна       | Дисципліна    | П       | Ф       | ПФ      | ЧФ     | 1/8    | 1/16   |
| Одиночний розряд | Призові гроші | $75,000 | $33,750 | $16,925 | $8,450 | $4,300 | $2,250 |
| Одиночний розряд | Очки          | 300     | 210     | 135     | 70     | 35     | 18     |